# Họ Thú răng sỏi
Họ Thú răng sõi (tên khoa học Chalicotheriidae) là một nhóm động vật guốc lẽ ăn thực vật (Perissodactyla) lan rộng khắp Bắc Mỹ, Châu Âu, Châu Á, và Châu Phi trong Eocene sớm đến Pleistocen sớm sống từ 55,8 Ma -781.000 năm trước đây.